# Похищение школьников в Нквене
Похищение школьников в Нквене произошло около 3 часов утра 4 ноября 2018 года. Вооружённые люди похитили 79 учеников, директора и трёх сотрудников пресвитерианской средней школы в Нквене, городе недалеко от Баменды, Камерун. Все 79 учеников были освобождены без выкупа или предварительного уведомления 7 ноября, в то время как директор и сотрудники были задержаны ещё на пять дней. Обстоятельства инцидента остались неясными. Хотя похитители были идентифицированы как «Amba Boys» (общее название для амбазонских сепаратистов), сепаратистские группы заявили, что инцидент был операцией под фальшивым флагом, организованной камерунским правительством.

## Предыстория
С 2017 года амбазонские сепаратисты нападали и сжигали школы по всему бывшему Южному Камеруну . В период с февраля 2017 года по май 2018 года атакам подверглись не менее 42 школ. Сепаратисты считают школы законными целями, поскольку французский язык преподается как обязательный предмет, и предупредили родителей, чтобы они держали своих детей дома ради их собственной безопасности. Нападения на школы сопровождались уничтожением имущества и похищением персонала, и цель этих нападений – заставить школы закрыться.

## Похищение
По словам похищенных учеников, вооруженные люди разбудили их в 3 часа ночи, заставили сесть перед школой, а затем сделали свой выбор. 79 школьников, директор школы и трое сотрудников были уведены в кусты, а затем прошли маршем в Бафут, минуя многочисленные контрольно-пропускные пункты, действующие в Баменде и её окрестностях. Ученикам было от 11 до 17 лет. На следующий день власти Камеруна объявили, что для поиска и освобождения школьников будут отправлены военные. Эти поиски не увенчались успехом.
7 ноября все 79 учеников были освобождены, в то время как директор и три сотрудника остались в плену. 12 ноября были освобождены и остальные пленники. Хотя камерунские власти не смогли найти школьников, они, тем не менее, приписали себе некоторую заслугу в освобождении, заявив, что похитители сдались из-за страха быть окруженными.

## Цель похищения
По словам пресвитерианского священника, участвовавшего в переговорах, никакого выкупа не требовалось. Похитители хотели закрыть школу в рамках школьного бойкота, объявленного сепаратистами годом ранее. Похищенные ученики рассказали, что похитители приказали им перестать ходить в школу и поручили передать сообщение другим ученикам. Хотя подробности переговоров не разглашаются, после инцидента школа была закрыта.
По словам представителя Совета самообороны Амбазонии, похитители не имели никакого отношения к сепаратистскому делу. Сепаратисты утверждали, что они послали своих бойцов на поиски студентов, и утверждали, что всё это дело было инсценировано правительством Камеруна, чтобы очернить сепаратистов. Комментируя видео, которое опубликовали похитители, они заявили, что узнали в одном из похитителей франкоговорящего мужчину из Яунде.